# Jamey Jasta
Jamey Jasta (n. James Shanahan; 7 august 1977) este un muzician american din New Haven, Connecticut, cunoscut mai ales ca vocalist al formației metalcore Hatebreed și al formației sludge metal Kingdom of Sorrow. De asemenea Jasta este liderul formației hardcore Icepick.
Jamey Jasta deține Stillborn Records, o casă de discuri hardcore/heavy metal din West Haven, și "brandul de îmbrăcăminte rock" Hatewear.
În 2011, Jasta a lansat un album solo intitulat Jasta, în colaborare cu Randy Blythe și Mark Morton (Lamb of God), Zakk Wylde, Philip Labonte (All That Remains), și Tim Lambesis (As I Lay Dying). 

## Discografie
- 2011: Jasta (eOne Music)

## Apariții ca oaspete
- Body Count - "Pop Bubble" (album Manslaughter, 2014)
- Winds of Plague – "Built For War"
- The Acacia Strain – "Beast"
- 25 Ta Life – "Bullet for every Enemy"
- Napalm Death – "Sold Short", "Instruments of Persuasion"
- Terror – "Spit My Rage"
- Sepultura – "Human Cause"
- Agnostic Front – "Peace"
- Biohazard – "Domination"
- Necro – "Push It to the Limit"
- E.Town Concrete – "Battle Lines"
- Special Teamz – "Gun In My Hand"
- Ill Niño – "Turns to Gray"
- Devil Inside – "Closer to Hell"
- Buried Alive – "To Live and Die With"
- Candiria – "Work in Progress"
- Do Or Die – "Guardian Angel"
- Straight Line Stitch – "Taste of Ashes"
- Brian Posehn – "The Gambler"
- Catch 22 – "Hard to Impress"
- P.O.D. – "Eyez"
- Five Finger Death Punch - "Dot Your Eyes"
- DJ Khaled - "I'm So Hood" (Rock Remix)